# Chikuwa
Chikuwa (竹輪) é um produto alimentício japonês feito de ingredientes como peixes, surimi, sal, açúcar, amido, glutamato monossódico e clara de ovo. Após misturar bem, eles são pendurados em torno de um bambu ou tubo de metal e assados ou cozidos no vapor. A palavra chikuwa (anel de bambu) vem de sua forma depois de cortado.

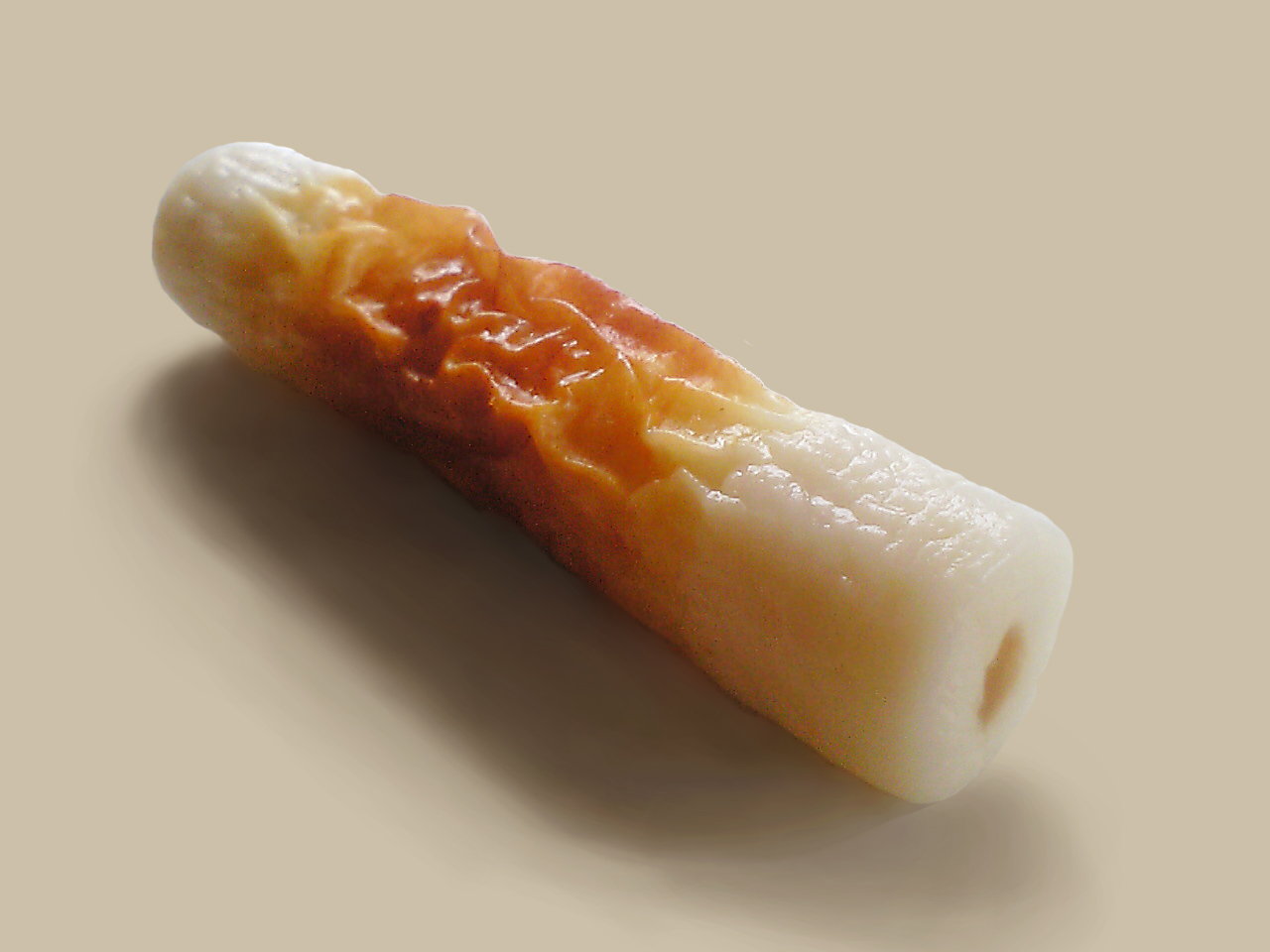
Chikuwa

Variantes dos produtos de surimi, como kamaboko e satsuma age, são populares. Na província de Tottori, o consumo por família tem sido a mais alta de todas as províncias nos últimos 30 anos, desde que se começou a recordar esse tipo de dados.
Há algumas variedades regionais. Na região leste de Tottori e e em parte de Nagasaki, tofu chikuwa é produzido adicionando-se tofu ao surimi.
Em Yawatahama, Ehime, é produzido o Kawa-chikuwa (literalmente chikuwa de pele), que é feito colocando-se pele de peixe ao redor de espetos e depois cozido. Este é um sub-produto do chikuwa tradicional, apesar de sua textura e gosto serem diferentes.
Em Shikokuchuo, Ehime, existe o Ebi-chikuwa, que contém pasta de camarão no surimi.
Em Komatsushima, Tokushima, existe o Take chikuwa (literalmente chikuwa de bambu), que continua no bambu depois de ser cozido.
Como ele é barato e relativamente com pouca gordura e rico em proteínas, o chikuwa é popular como um aperitivo.
Restaurantes australianos de sushi costumam cobrir o buraco com queijo (processado ou leve, como o Brie) e fritá-lo na massa de tempura.